# Karin Brandauer
Karin Brandauer (Altaussee, 14 octobre 1945 - Vienne, 13 novembre 1992) est une réalisatrice et scénariste autrichienne. 

## Filmographie

### Cinéma
- 1989 : Ein Sohn aus gutem Hause
- 1989 : Einstweilen Wird Es Mittag
- 1989 : Cinderella (Aschenputtel)

### Télévision
- 1983 : Der Weg ins Freie
- 1988 : Einstweilen wird es Mittag oder Die Arbeitslosen von Marienthal